# Dommartin-lès-Cuiseaux
Dommartin-lès-Cuiseaux és un municipi francès, situat al departament de Saona i Loira i a la regió de Borgonya - Franc Comtat. L'any 2007 tenia 743 habitants.

## Demografia

### Població
El 2007 la població de fet de Dommartin-lès-Cuiseaux era de 743 persones. Hi havia 310 famílies, de les quals 101 eren unipersonals (45 homes vivint sols i 56 dones vivint soles), 97 parelles sense fills, 101 parelles amb fills i 11 famílies monoparentals amb fills.
La població ha evolucionat segons el següent gràfic:
Habitants censats

### Habitatges
El 2007 hi havia 405 habitatges, 317 eren l'habitatge principal de la família, 60 eren segones residències i 27 estaven desocupats. 371 eren cases i 32 eren apartaments. Dels 317 habitatges principals, 229 estaven ocupats pels seus propietaris, 80 estaven llogats i ocupats pels llogaters i 8 estaven cedits a títol gratuït; 4 tenien una cambra, 17 en tenien dues, 61 en tenien tres, 99 en tenien quatre i 137 en tenien cinc o més. 209 habitatges disposaven pel capbaix d'una plaça de pàrquing. A 139 habitatges hi havia un automòbil i a 141 n'hi havia dos o més.

### Piràmide de població
La piràmide de població per edats i sexe el 2009 era:
| Homes | Edats   | Dones |
| ----- | ------- | ----- |
| 4     | 95 o +  | 0     |
| 0     | 90 a 94 | 8     |
| 16    | 85 a 89 | 12    |
| 4     | 80 a 84 | 12    |
| 16    | 75 a 79 | 32    |
| 36    | 70 a 74 | 24    |
| 20    | 65 a 69 | 20    |
| 20    | 60 a 64 | 16    |
| 20    | 55 a 59 | 20    |
| 24    | 50 a 54 | 12    |
| 28    | 45 a 49 | 12    |
| 0     | 40 a 44 | 4     |
| 20    | 35 a 39 | 16    |
| 16    | 30 a 34 | 12    |
| 16    | 25 a 29 | 28    |
| 20    | 20 a 24 | 28    |
| 4     | 15 a 19 | 12    |
| 8     | 10 a 14 | 20    |
| 8     | 5 a 9   | 20    |
| 16    | 0 a 4   | 28    |

## Economia
El 2007 la població en edat de treballar era de 416 persones, 314 eren actives i 102 eren inactives. De les 314 persones actives 294 estaven ocupades (164 homes i 130 dones) i 19 estaven aturades (10 homes i 9 dones). De les 102 persones inactives 45 estaven jubilades, 21 estaven estudiant i 36 estaven classificades com a «altres inactius».

### Ingressos
El 2009 a Dommartin-lès-Cuiseaux hi havia 328 unitats fiscals que integraven 785 persones, la mediana anual d'ingressos fiscals per persona era de 15.823 €.

### Activitats econòmiques
Dels 39 establiments que hi havia el 2007, 1 era d'una empresa extractiva, 1 d'una empresa alimentària, 3 d'empreses de fabricació d'altres productes industrials, 6 d'empreses de construcció, 9 d'empreses de comerç i reparació d'automòbils, 3 d'empreses de transport, 2 d'empreses d'hostatgeria i restauració, 3 d'empreses d'informació i comunicació, 2 d'empreses immobiliàries, 3 d'empreses de serveis, 1 d'una entitat de l'administració pública i 5 d'empreses classificades com a «altres activitats de serveis».
Dels 12 establiments de servei als particulars que hi havia el 2009, 1 era una oficina de correu, 2 paletes, 1 guixaire pintor, 1 fusteria, 2 lampisteries, 1 electricista, 2 perruqueries i 2 restaurants.
Dels 3 establiments comercials que hi havia el 2009, 1 era una botiga de menys de 120 m², 1 una fleca i 1 una botiga de material de revestiment de parets i terra.
L'any 2000 a Dommartin-lès-Cuiseaux hi havia 28 explotacions agrícoles que ocupaven un total de 972 hectàrees.

## Equipaments sanitaris i escolars
El 2009 hi havia una escola elemental integrada dins d'un grup escolar amb les comunes properes formant una escola dispersa.

## Poblacions properes
El següent diagrama mostra les poblacions més properes.